# 维吾尔运动
维吾尔运动（維吾爾語：ئۇيغۇر ھەرىكىتى‎）是一个非营利组织，总部位于美国华盛顿特区。该组织致力于在新疆维吾尔自治区（也被称为东突厥斯坦）和世界其他地区，倡导维吾尔人的民主权利和自由。该组织对自身的描述是：在（动员）个人和国际社会方面的倡导工作，提高公众对维吾尔问题的认识，特别关注维吾尔族妇女与年轻人，激发个人与实体共同努力，制止针对东突厥斯坦人民的系统性侵犯人权行为。

## 历史
维吾尔运动由茹仙·阿巴斯在2017年12月设立，工作人员主要为组织内部董事。该组织为维吾尔种族灭绝发声的活动人士协调培训活动，并与弱势群体（多为妇女和年轻人）合作，培养基层组织能力。
茹仙·阿巴斯以执行董事身份向国际社会通报东突厥斯坦正在发生的暴行，包括在2020年伦敦的维吾尔特别法庭。阿巴斯也多次以她的身份在美国国会作证，引起大众对维吾尔社群历史上的忽视方面的关注。